# Stuart McCall
Andrew Stuart Murray McCall (Leeds, 10 juni 1964) is een Schots voetbalcoach en voormalig voetballer die werd geboren in Engeland. Hij speelde als middenvelder gedurende zijn carrière. McCall speelde 40 interlands in het Schots voetbalelftal.

## Clubcarrière
McCall debuteerde in 1982 in het betaald voetbal bij Bradford City, waar hij doorstroomde uit de jeugd. In zijn eerste periode speelde hij zes seizoenen voor Bradford City.
In 1988 verhuisde hij naar Everton, waarmee hij in 1989, zijn eerste seizoen bij de club, de finale van de FA Cup bereikte. Daarin ging de stadsrivaal, Liverpool, met de FA Cup aan de haal ondanks twee doelpunten van McCall. McCall werd de eerste invaller die twee keer scoorde in een FA Cup-finale. Liverpool had lang gewonnen spel, maar McCall maakte zijn eerste doelpunt in de negentigste minuut, waardoor verlengingen noodzakelijk waren. In die verlengingen scoorde McCall dan zijn tweede doelpunt. Liverpool won met 3–2, met dank aan doelpunten van John Aldridge en Ian Rush (2). In 1991 verliet hij Goodison Park na drie seizoenen.
Vervolgens was de middenvelder zeven seizoenen actief bij het Schotse Glasgow Rangers. Hij won vijf Schotse landstitels, drie Scottish Cups en twee Scottish League Cups. McCall keerde in 1998 terug naar Bradford City en was vanaf 1999 met de club actief in de Premier League. McCall was aanvoerder van de club. In mei 2001 degradeerde de club naar de First Division – sinds 2004 de Championship geheten.
McCall sloot zijn loopbaan af bij Sheffield United in 2005.
McCall is al vier keer trainer geweest van Bradford City – een eerste maal in 2000 als interim-coach. Sinds 4 februari 2020 is hij er weer aan de slag.

## Interlandcarrière
Doordat zijn vader een Schot is, mocht McCall uitkomen voor het Schots voetbalelftal. Hij nam met Schotland deel aan het WK 1990 in Italië, het EK 1992 te Zweden en het EK 1996 te Engeland.

## Erelijst
| Competitie              |               |                              |               |               |
| Competitie              | Aantal        | Jaren                        |               |               |
| Bradford City           | Bradford City | Bradford City                | Bradford City | Bradford City |
| ----------------------- | ------------- | ---------------------------- | ------------- | ------------- |
| Third Division          | 1x            | 1985                         |               |               |
| Glasgow Rangers         |               |                              |               |               |
| Scottish Premier League | 5x            | 1992, 1993, 1994, 1995, 1996 |               |               |
| Scottish Cup            | 3x            | 1992, 1993, 1996             |               |               |
| Scottish League Cup     | 2×            | 1993, 1994                   |               |               |